# Jean-Luc Thérier
Jean-Luc Thérier (Hodeng-au-Bosc, 7 de octubre de 1945-Neufchâtel-en-Bray, 31 de julio de 2019) fue un piloto de rally francés que compitió en el Campeonato del Mundo de Rally desde 1973 hasta 1984. Consiguió cinco victorias y diez podios. Fue además dos veces Campeón de Francia y obtuvo varias victorias en rallyes internacionales hasta de la aparición del mundial en 1973.

## Palmarés

### Victorias internacionales
| # | Año  | Rally             | Copiloto          | Automóvil                |
| - | ---- | ----------------- | ----------------- | ------------------------ |
| 1 | 1970 | Rally de San Remo | Marcel Callewaert | Alpine-Renault A110 1600 |
| 2 | 1970 | Rally Acrópolis   | Marcel Callewaert | Alpine-Renault A110 1600 |

### Victorias en WRC
| # | Año  | Rally                                  | Copiloto             | Automóvil                |
| - | ---- | -------------------------------------- | -------------------- | ------------------------ |
| 1 | 1973 | 7º TAP Rallye de Portugal              | Jacques Jaubert      | Alpine-Renault A110 1800 |
| 2 | 1973 | 21st Acropolis Rally                   | Christian Delferrier | Alpine-Renault A110 1800 |
| 3 | 1973 | 15º Rallye Sanremo                     | Jacques Jaubert      | Alpine-Renault A110 1800 |
| 4 | 1974 | 26th Press-on-Regardless Rally         | Christian Delferrier | Renault 17 Gordini       |
| 5 | 1980 | 24ème Tour de Corse - Rallye de France | Michel Vial          | Porsche 911 SC           |

## Resultados

### Rally Dakar
| Año     | Categoría | Vehículo | Posición | Etapas |
| ------- | --------- | -------- | -------- | ------ |
| 1985    | Coches    | Citroen  | Ret.     | -      |
| Fuente: |           |          |          |        |